# دانشگاه صنعت نفت
دانشگاه صنعت نفت دانشگاه دولتی  با در اختیار داشتن دانشکده نفت اهواز، دانشکده نفت آبادان، دانشکده نفت تهران و دانشکده علوم دریایی محمودآباد، به عنوان یکی از مؤسسات آموزش عالی در ایران به‌شمار می‌آید.
درسال های قبل دانشکده علوم دریایی محمود آباد به دستور بیژن نامدار زنگنه (وزیر سابق نفت)، در مقطع کارشناسی ورودی نمی پذیرفت و تلاش هایی نیز برای بستن دانشکده اهواز یا انتقال آن به وزارت علوم داشتند که نتیجه نداد.

## دانشکده‌ها
در حال حاضر دانشگاه صنعت نفت در چهار دانشکده خود، همه ساله با توجه به نیازهای صنعت نفت کشور، در رشته‌های مختلف و از طریق آزمون سراسری در مقاطع تحصیلی کارشناسی، کارشناسی ارشد و دکتری اقدام به پذیرش دانشجو می‌نماید و کلیه دروس تخصصی به زبان انگلیسی ارائه می‌گردد. این دانشگاه در سطح بین‌الملل تحت عنوان پی یو تی (PUT) شناخته می‌شود.
- دانشکده نفت اهواز
- دانشکده نفت آبادان
- دانشکده نفت تهران
- دانشکده علوم دریایی محمودآباد

## رشته‌های تحصیلی
رشته‌های این دانشگاه عبارتند از:
- اقتصاد نفت و گاز
- حقوق نفت و گاز
- مدیریت مخازن هیدروکربوری
- مدیریت پروژه‌های نفت و گاز
- مدیریت مالی (تأمین مالی و سرمایه‌گذاری در نفت و گاز)
- مهندسی شیمی
- مهندسی نفت
- مهندسی ابزار دقیق
- حسابداری
- مهندسی برق
- مهندسی مکانیک
- مهندسی بازرسی فنی
- مهندسی ایمنی
- مهندسی سیستم‌های انرژی
- مهندسی کشتی

## دانشکده نفت آبادان
تا پیش از ملی شدن نفت، شرکت نفت ایران و انگلیس آموزشگاهی در آبادان داشت که از میان دارندگان دیپلم کامل متوسطه دانشجو می‌پذیرفت و پس از سه سال تحصیل به آن‌ها مدرک مهندسی می‌داد. دو سوم مهندسان ایرانی شرکت نفت از این مؤسسه  و بقیه عمدتاً از هنرسرای عالی در تهران تأمین می‌شد.
با ملی شدن نفت و خلع ید از شرکت نفت ایران و انگلیس، آموزشگاه نفت تعطیل شد. پس از کودتای ۲۸ مرداد، در پاییز ۱۳۳۲ علی‌اصغر پورهمایون تصمیم به تأسیس دانشکده نفت در هنرسرای عالى گرفت  که پنج سال پیشتر از وزارت فرهنگ جدا و به وزارت اقتصادملی منتقل شده بود. وزیر بعدی اقتصاد ملی فخرالدین شادمان که سال بعد روی کار آمد، بر این نظر بود که دانشجویان دانشکده نفت، درس‌های تئورى را در تهران و درس‌های عملى را در آبادان بگذرانند اما نظر رضا جعفری وزیر فرهنگ این بود که دانشکده کلا به آبادان انتقال یابد که با تصویب مجلس نظر او عملی شد. نخستین آزمون ورودی دانشکده نفت در ۲۹ شهریور ۱۳۳۳ در تهران با شرکت حدود ۱۵۰۰ داوطلب برگزار شد.

## دانشکده نفت اهواز

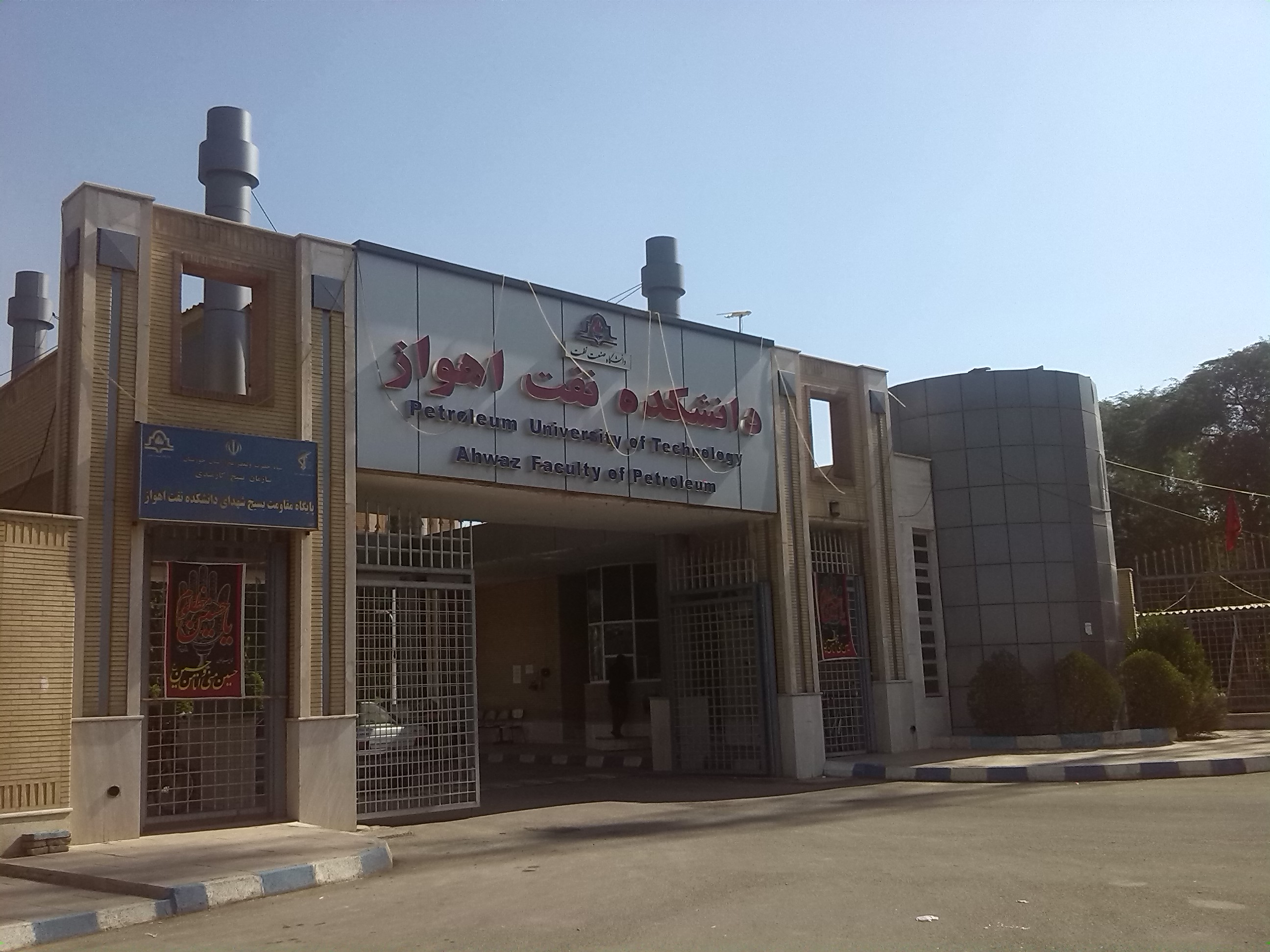
ورودی دانشکده

فعالیت‌های آموزشی دانشکده نفت اهواز از سال ۱۳۶۲ (در زمان جنگ ایران و عراق و تعلیق فعالیت‌های دانشکده نفت آبادان) آغاز شد. این فعالیت‌های آموزشی و پژوهشی در زمینه مهندسی نفت، گاز، پالایش و پتروشیمی انجام می‌شد.
این دانشکده بزرگترین دانشکده دانشگاه می‌باشد. این دانشکده در اهواز واقع شده‌است. مهم‌ترین رشتهٔ این دانشکده در مقطع کارشناسی مهندسی نفت  می‌باشد و دارای رشته های برق و مهندسی شیمی نیز میباشد

### مهندسی نفت گرایش مخازن
این دوره کارشناسی یکی از گرایش‌های رشته مهندسی نفت و از دوره‌های عالی فنی - مهندسی می‌باشد که هدف آن تربیت متخصصانی است که دارای توانای و مهارت‌های لازم برای اجرای طرح‌ها، انتخاب روش‌های بهینه تولید، انجام مطالعات مخازن و شبیه‌سازی مخازن نفت و گاز با استفاده از نرم‌افزارهای مربوطه می‌باشند. دانش مهندسی مخازن به این می‌پردازد که در یک حوضه نفتی زیر زمینی چه مقدار نفت و گاز وجود دارد، چه مقدار از آن قابل دسترسی می‌باشد و با چه کیفیتی می‌توان از مخزن مورد نظر برداشت صیانتی نمود. مهندسی نفت گرایش مخازن، نوع مخزن از لحاظ نفت یا گاز و همچنین استخراج از مخزن را مورد مطالعه قرار می‌دهد. این دوره مبتنی بر دروس مهندسی مخازن نفت و گاز، مهندسی حفاری و بهره‌برداری، خواص سنگ و سیالات مخزن، زمین‌شناسی نفت، مدیریت و صیانت از مخازن، شبیه‌سازی مخازن، مخازن شکافدار، روش‌های ازدیاد برداشت، ترمودینامیک، مکانیک سیالات،انتقال جرم و … می‌باشد.

### مهندسی نفت گرایش بهره‌برداری
قسمت عمده فعالیت مهندسی بهره‌برداری در رابطه با عملیات به روی چاه‌ها و واحدهای بهره‌برداری بوده که پس از حفاری و از ابتدای تکمیل چاه شروع می‌شود. مهندس بهره‌بردار با جمع‌آوری اطلاعات لازم از وضع تولید چاه‌ها و تجزیه و تحلیل آنها، به منظور بالا بردن بازدهی اقدام‌های لازم در خصوص طراحی و انتخاب تجهیزات درون چاهی و سرچاهی و همچنین نحوه تکمیل مجدد چاه و در موارد لزوم برنامه‌ریزی عملیات انگیزش مخزن و چاه را انجام می‌دهد. این دوره کارشناسی، یکی از گرایش‌های رشته مهندسی نفت و از دوره‌های عالی فنی - مهندسی می‌باشد که هدف آن تربیت متخصصانی است که دارای توانایی و مهارت‌های لازم برای انجام طرح‌های مرتبط با روش‌های بهینه بهره‌برداری از منابع نفت و گاز باشند. این دوره مبتنی بر دروس مهندسی بهره‌برداری، مهندسی مخازن، مهندسی حفاری، مکانیک سیالات، دینامیک گازها و ترمودینامیک است.

### مهندسی نفت گرایش حفاری
این دوره یکی از گرایش‌های مهندسی نفت و یکی از دوره‌های فنی و مهندسی می‌باشد که هدف آن تربیت متخصصانی است که دارای توانایی و مهارت‌های لازم برای طراحی و انجام فعالیت‌های استخراج ذخایر نفت و گاز می‌باشد. این دوره مشتمل بر مکانیک سیالات، خواص سیال و سنگ مخزن، مهندسی مخازن و مهندسی حفاری می‌باشد.

## دانشکده نفت تهران
دانشکده نفت تهران به عنوان دانشکده حسابداری و علوم مالی شرکت ملی نفت ایران در سال ۱۳۳۶ تأسیس و به عنوان سازمانی آموزشی و پژوهشی در تولید، انتقال و گسترش علوم انسانی و رفع نیازهای علمی و پژوهشی صنعت نفت کشور در زمینه یادشده فعالیت نموده‌است. این دانشکده حسب نیازهای صنعت نفت، بنیان‌گذار حسابداری در ایران بوده‌است. با توجه به نیازهای فعلی صنعت نفت و در راستای آموزش نیروهای مورد نیاز در سطوح تحصیلات تکمیلی و میان رشته‌ای با تأکید بر علوم انسانی، از مهر ماه سال ۱۳۹۲ در چهار رشته کارشناسی ارشد اقتصاد نفت و گاز، حقوق نفت و گاز، مدیریت مالی و مدیریت مخازن هیدروکربوری نیز اقدام به پذیرش دانشجو می‌نماید. از سال ۱۳۹۳ رشته مدیریت پروژه نیز به فهرست رشته‌های دانشکده نفت تهران افزوده شده‌است. سه رشته اقتصاد نفت و گاز، مدیریت مخازن هیدروکربوری و تأمین مالی و سرمایه‌گذاری در نفت و گاز برای اولین بار در کشور راه‌اندازی و اجرا می‌شود. در ضمن طراحی و تدوین برنامه آموزشی دو رشته مدیریت مخازن هیدروکربوری و تأمین مالی و سرمایه‌گذاری در نفت و گاز از طریق دانشکده نفت تهران صورت گرفته‌است.
ویژگی‌های دانشکده نفت تهران:
- برنامه‌ریزی و آموزش زبان انگلیسی
- برگزاری کارگاه‌ها و سمینارهای آموزشی تخصصی در زمینه‌های مختلف
- امکان تعریف پروژه‌های تحقیقاتی دانشجویی از طریق انجام مطالعات موردی در زمینه موضوعات درسی در واحدهای مختلف صنعت نفت
- دسترسی آسان به منابع اطلاعات علمی و داده‌های مورد نیاز برای انجام تحقیقات پژوهشی در حوزه نفت و گاز
- آشنایی با رشته اقتصاد نفت و گاز

این رشته دارای چهار گرایش زیر می‌باشد:
- حقوق تجاری و قراردادهای بین‌المللی نفت و گاز
- مدیریت مالی نفت و گاز
- تجارت نفت و گاز
- نهادها و سیاست‌های بین‌المللی در نفت و گاز

## حواشی
در پی برگزاری آزمون استخدامی سال ۱۳۹۶ و تحصن دانشجویان، این دانشگاه موقتاً تعطیل شد.

## پیوندهای مرتبط
- دانشکده حسابداری و علوم مالی شرکت ملی نفت ایران